# Klaus Eck (Manager)
Klaus Eck (* 1. September 1949) ist ein ehemaliger deutscher Manager und Geschäftsführer der Verlagsgruppe Bertelsmann (später Random House).

## Leben
Klaus Ecks Affinität zu Büchern zeigte sich früh: Zu seinen prägenden Leseerlebnissen gehörten die Bücher von Enid Blyton, Astrid Lindgren und vor allem Karl May, dessen halbes Gesamtwerk er mit zwölf Jahren in nur einem Jahr las. Der studierte Anglist, Germanist und Kunsthistoriker begann seine berufliche Laufbahn im Gustav Lübbe Verlag in Bergisch Gladbach, wo er ab 1978 als Lektor arbeitete. 1981 holte ihn Verlagsmanager Olaf Paeschke zum Bertelsmann Verlag nach München. Dort setzte er seine Karriere als Cheflektor des Goldmann-Verlags, dessen Verlagsprogramm von da ab internationaler ausgerichtet wurde, fort. Zusammen mit Volker Neumann führte er Goldmann in den 1990er Jahren zur Nummer eins unter den deutschsprachigen Taschenbuchverlagen, vor allem durch die Zugpferde Elisabeth George, Minette Walters, Joy Fielding, Martha Grimes aus dem Krimi-Segment und die Unterhaltungsautorin Charlotte Link.
Eck stieg zum Verlagsleiter auf und wurde später verantwortlicher verlegerischer Geschäftsführer der Verlagsgruppe Bertelsmann mit ihren Hardcover- und Taschenbuchverlagen. Er gestaltete das stetige Wachstum der heute führenden deutschsprachigen Publikumsverlagsgruppe Random House durch Akquisitionen der Verlage Siedler, Heyne, DVA, Kösel oder dem Hörverlag sowie Eigengründungen neuer Verlage wie Knaus, Blessing, btb, Blanvalet-Taschenbücher, Pantheon oder carl’s books mit und prägte als oberster Programmchef dank zahlreicher Bestseller aus den mittlerweile 45 Verlagen der Gruppe die dynamische Entwicklung, die rund zehn Prozent Gewinn bei 340 Millionen Euro Umsatz mit sich brachte. Ein Wirtschaftsabschwung und die daraus resultierende Buchflaute im Jahr 1999 nötigten den Bertelsmann-Vorstand, Eck damit zu beauftragen, mit zehn Prozent weniger Titeln mehr Umsatz zu erwirtschaften. Um dies zu realisieren, kaufte Eck den Luchterhand Literaturverlag als vielversprechende Verlagsergänzung, die aber die Verlustbilanz nicht positiv beeinflusste. Christa Wolf, eine der angesehensten Autorinnen des Luchterhand-Verlages, wurde gewarnt, nicht unter einem Verlagsdach mit dem Sänger Dieter Bohlen zu publizieren, woraufhin Wolf zum Suhrkamp Verlag wechselte, was Eck, der sich zuerst noch vehement gegen den neuen Trend von Prominenten-Biografien à la Bohlen gesträubt hatte, als einen herben Verlust bewertete. Weiterhin verließen unter anderem Peter Härtling, Gabriele Wohmann sowie Peter Bichsel den Luchterhand Literaturverlag. Nachdem Bohlens Erstling mit über einer halben Million verkaufter Exemplare (neben dem zu Random House gehörenden Heyne Verlag) im vorausgegangenen Jahr den Jahresgewinn gerettet hatte, konnte Eck nicht mehr widerstehen: Bohlens zweiter Teil war ihm geschätzte 500.000 bis 600.000 Euro Voraushonorar wert.
2001 wurde Eck zum President und CEO der Verlagsgruppe Random House berufen. Im selben Jahr wählte ihn die Stiftung Lesen zu ihrem stellvertretenden Vorsitzenden. Die Leitung des Gesamtunternehmens Random House verordnete 2002 von den USA aus einen drastischen Sparkurs, der die Verlagsgruppe Bertelsmann und ihre Mitarbeiter lähmte und unter anderem auch zu Kündigungen bei Luchterhand führte. Klaus Eck wurde in seiner Funktion als Vorstandsvorsitzender der deutschen Verlagsgruppe abgelöst und mit der Leitung als verlegerischer Geschäftsführer beauftragt, der von da ab einem Controller unterstand.
2003 entwickelte Eck die neue Buchreihe „Random House Entertainment“, mit ungewöhnlich schrägen und frechen Titeln, die vor allem junge Leser ansprechen sollten. Als Schwerpunkt wurden medienbegleitende Bücher zu Film, Funk und Fernsehen geplant, in denen vorrangig Popstars, Schauspieler, Moderatoren, Sportler und Künstler dominierten.
Für den Börsenverein des Deutschen Buchhandels engagierte sich Klaus Eck von 2003 bis 2006 im Verleger-Ausschuss und in der Abgeordnetenversammlung. Von 2010 bis 2014 war er Geschäftsführer der Gerth Medien GmbH und seit 2013 Geschäftsführer der d. Tales GmbH, eines Kommunikations- und Marketing-Dienstleisters.
Mit 64 Jahren gab Eck dann 2014 die Geschäftsführung der Verlagsgruppe Random House auf und verantwortete danach die strategische und inhaltliche Entwicklung des Unternehmens als „President Content and Publishing Innovation“.